# Onze-Lieve-Vrouwekerk (Cheratte)

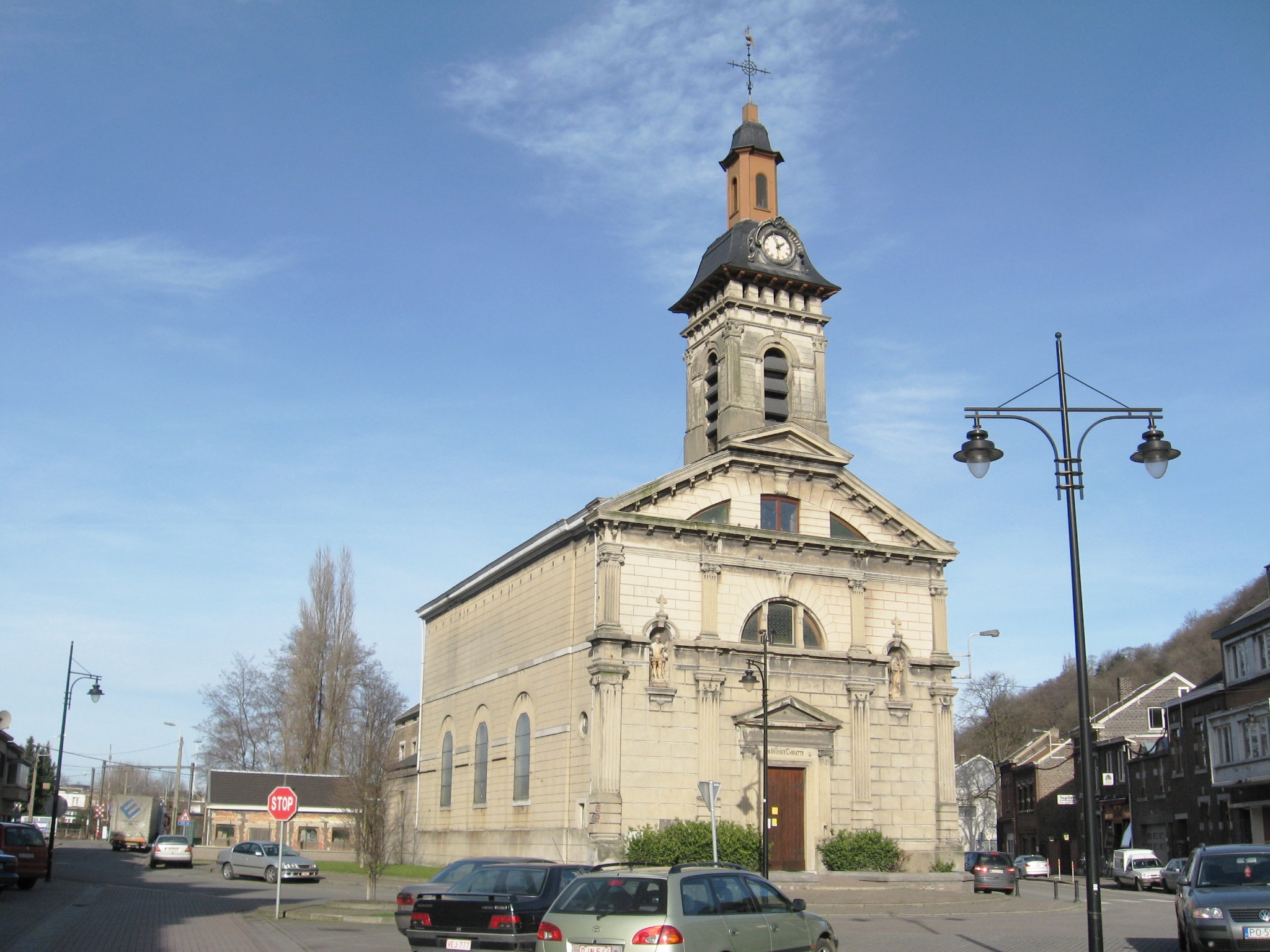
Onze-Lieve-Vrouwekerk

De Onze-Lieve-Vrouwekerk (Église Notre-Dame) is een kerkgebouw te Cheratte, gelegen aan Place de Cheratte te Cheratte-Bas.
De eenbeukige kerk werd gebouwd in 1837 en is in neoclassicistische stijl. Ze is gewijd aan Onze-Lieve-Vrouw én aan Sint-Hubertus. In 1909 werd de kerk gerestaureerd. De voorgevel is gepleisterd. De voorgevel wordt bekroond door een vierkant torentje met lantaarn.